# پولونا هرکوگ
 پولونا هرکوگ (انگلیسی: Polona Hercog؛ زادهٔ ۲۰ ژانویهٔ ۱۹۹۱) یک تنیس‌باز اهل اسلوونی است.